# Plage de Gadet
La plage de Gadet est une plage de sable ocre située à Deshaies, en Guadeloupe.

## Description
La plage de Gadet, occupant une crique longue d'un peu moins de 100 m, se situe à Deshaies, entre la pointe le Breton et la plage de Grande-Anse en contrebas du point de vue de Gadet, permettant d'avoir une vue d'ensemble de la Grande-Anse. 
Il est possible d’accéder à la plage par un escalier à partir du point de vue mais aussi en empruntant la randonnée du sentier du littoral de Deshaies. Peu fréquentée, elle permet d'être éloignée des affluences de la plage de Grande-Anse tout en offrant un fond marin sableux.

## Galerie

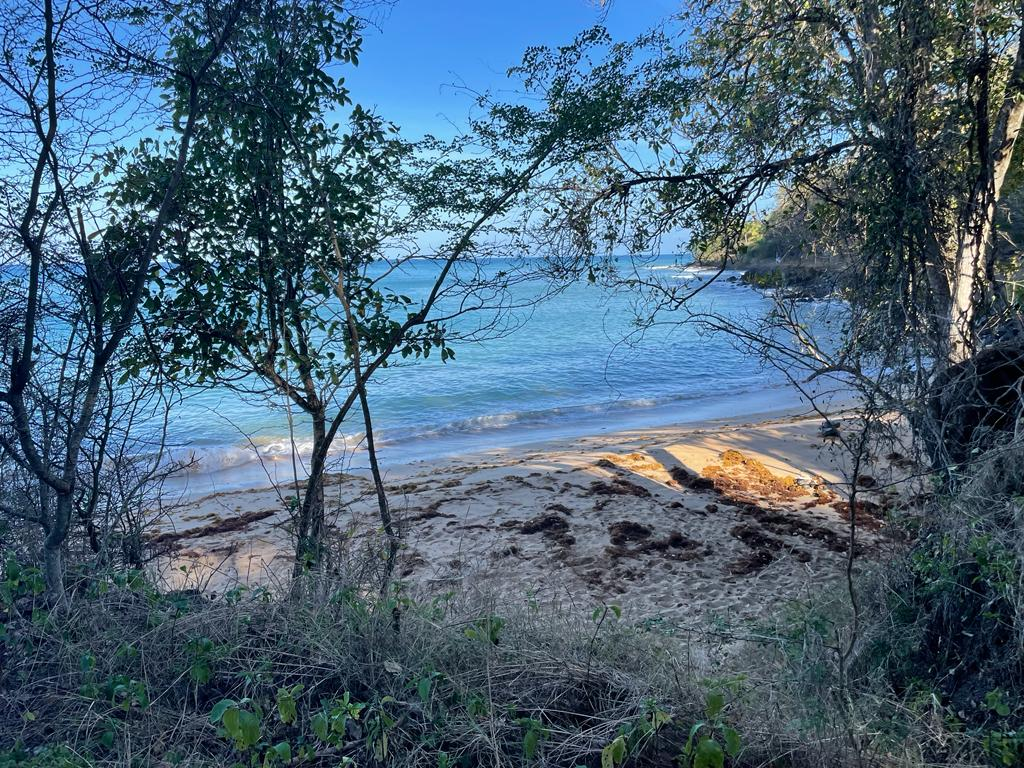
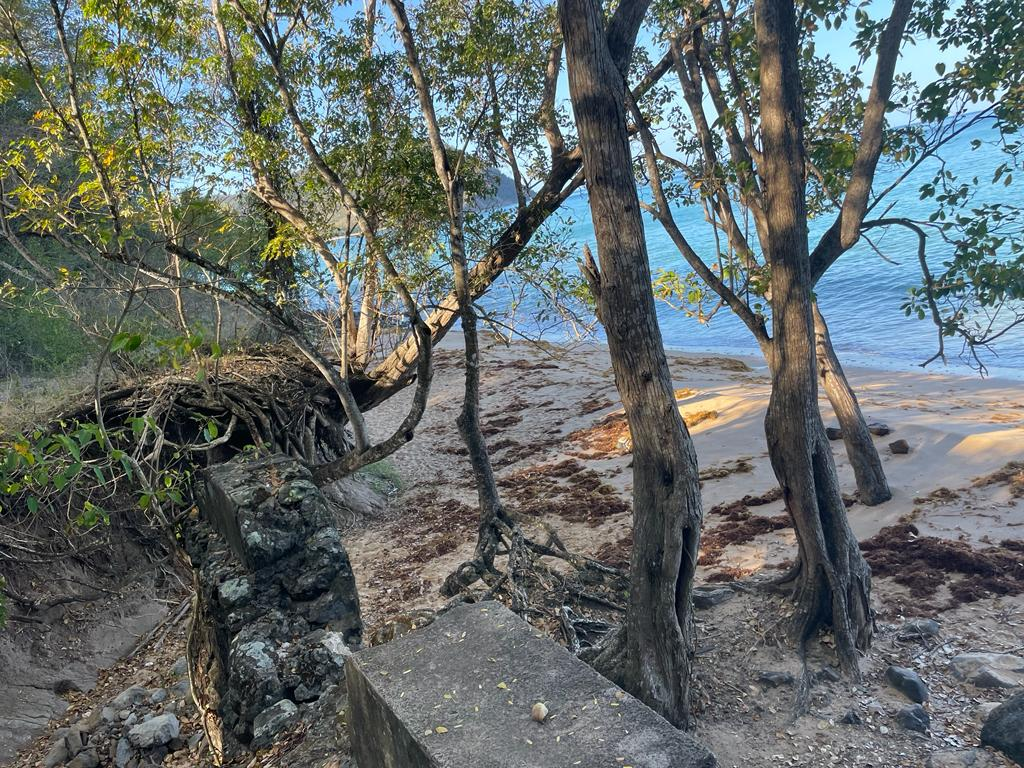
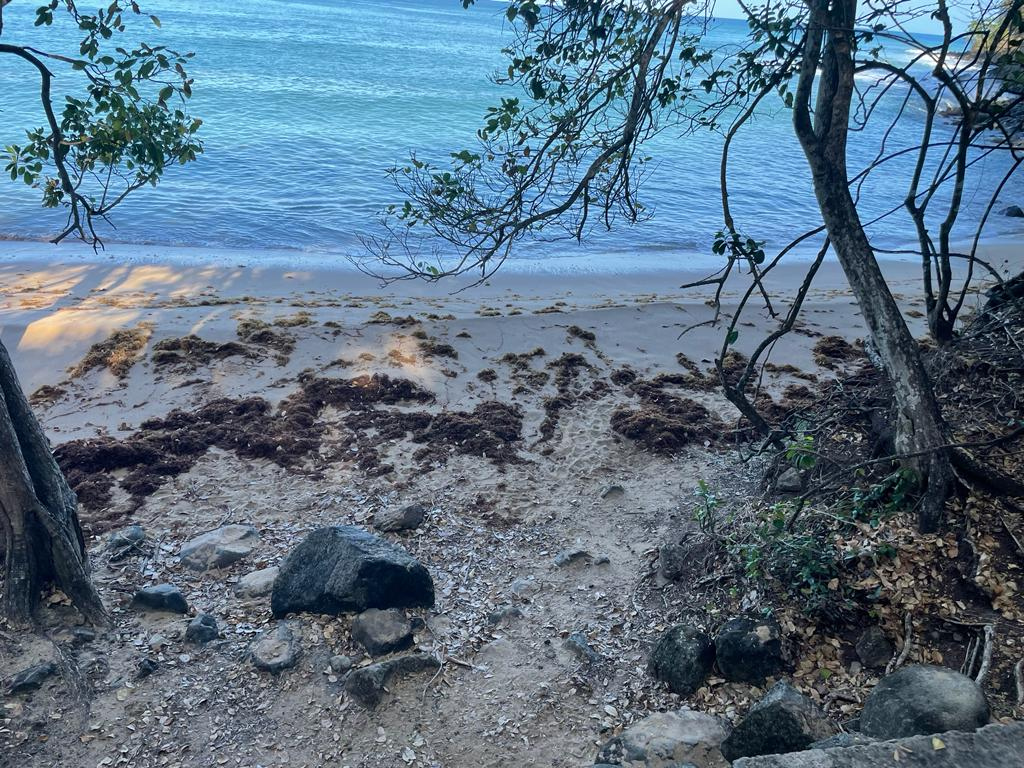
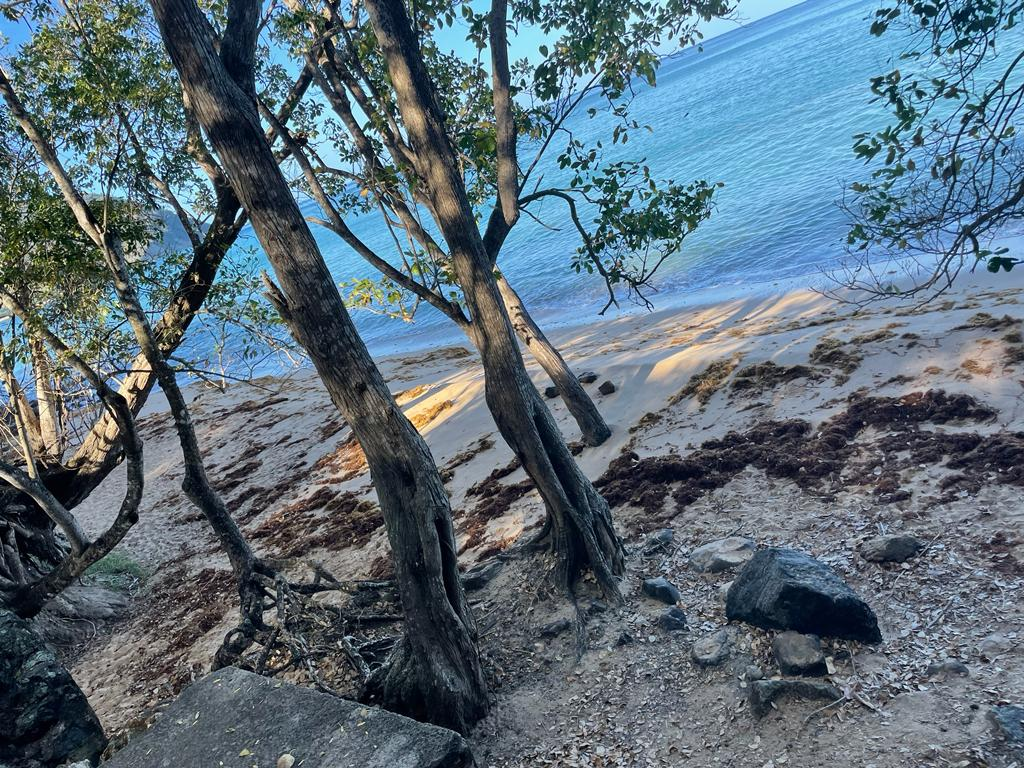